# 13015 Noradokei
13015 Noradokei è un asteroide della fascia principale. Scoperto nel 1987, presenta un'orbita caratterizzata da un semiasse maggiore pari a 2,5561403 UA e da un'eccentricità di 0,2657896, inclinata di 16,52057° rispetto all'eclittica.